# Jean-René Bernaudeau
Jean-René Bernaudeau (Saint-Maurice-le-Girard, 8 juli 1956) is een voormalig Frans wielrenner. Hij was prof van 1978 tot en met 1988 en reed in zijn carrière uitsluitend voor Franse ploegen.
In 1978 eindigde Bernaudeau als derde in het eindklassement van de Ronde van Spanje en een jaar later sleepte hij eveneens een derde plaats in de wacht op het Wereldkampioenschap op de weg in Valkenburg. In 1980 won hij een etappe in de Ronde van Italië.
Hij eindigde ook enkele malen in de top tien van het eindklassement van de Ronde van Frankrijk, al won hij geen enkele etappe in die wedstrijd. Wel was hij in 1979 winnaar van het jongerenklassement.
Na zijn actieve loopbaan werd Bernaudeau ploegleider. Sinds 2000 is hij manager van het Franse wielerteam dat eerst werd opgericht als Bonjour en tegenwoordig na diverse naamswijzigingen de naam Direct Énergie draagt. Zijn zoon Giovanni maakte deel uit van die ploeg.

## Belangrijkste overwinningen
1979
- Jongerenklassement Ronde van Frankrijk
- 3 etappe Ronde van Limousin
- Parijs-Bourges

1980
- Proloog Midi Libre
- 1e etappe Midi Libre
- eindklassement Midi Libre
- 20e etappe Ronde van Italië
- Ronde van de Vendée

1981
- 4e etappe Deel A Midi Libre
- eindklassement Midi Libre
- Route du Sud

1982
- 5e etappe Ronde van Romandië
- Midi Libre

1983
- Midi Libre

1985
- 5e etappe Dauphiné Liberé

## Resultaten in voornaamste wedstrijden
| Jaar | Ronde van Italië | Ronde van Frankrijk | Ronde van Spanje |
| ---- | ---------------- | ------------------- | ---------------- |
| 1978 |                  | opgave              | ↑                |
| 1979 |                  | 5e                  |                  |
| 1980 | 12e (1)          | opgave              |                  |
| 1981 |                  | 6e                  |                  |
| 1982 |                  | 13e                 |                  |
| 1983 | 12e              | 6e                  |                  |
| 1984 |                  | opgave              |                  |
| 1985 |                  | opgave              | opgave           |
| 1986 | 50e              | 26e                 |                  |
| 1987 | opgave           | 17e                 |                  |

| Jaar | Gent-Wevelgem | Parijs-Roubaix | Luik-Bast.‑Luik | Waalse Pijl |  | WK op de weg |  | Wereldranglijsten |
| ---- | ------------- | -------------- | --------------- | ----------- |  | ------------ |  | ----------------- |
| 1978 |               |                |                 |             |  |              |  |                   |
| 1979 | 100e          | 29e            |                 |             |  | ↑            |  | 11e (SPP)         |
| 1980 |               | 19e            |                 | 5e          |  |              |  | 22e (SPP)         |
| 1981 | 36e           | 16e            | 15e             | 43e         |  | 20e          |  | 16e (SPP)         |
| 1982 |               |                |                 | 13e         |  |              |  | 15e (SPP)         |
| 1983 |               |                | 19e             |             |  |              |  | 17e (SPP)         |
| 1984 |               |                |                 |             |  |              |  |                   |
| 1985 |               |                | 34e             |             |  |              |  |                   |
| 1986 |               |                |                 |             |  |              |  |                   |
| 1987 |               |                |                 |             |  |              |  |                   |